# Xã Penn, Quận Sullivan, Missouri
Xã Penn (tiếng Anh: Penn Township) là một xã thuộc quận Sullivan, tiểu bang Missouri, Hoa Kỳ. Năm 2010, dân số của xã này là 1.208 người.